# Dorfkirche Ütteroda

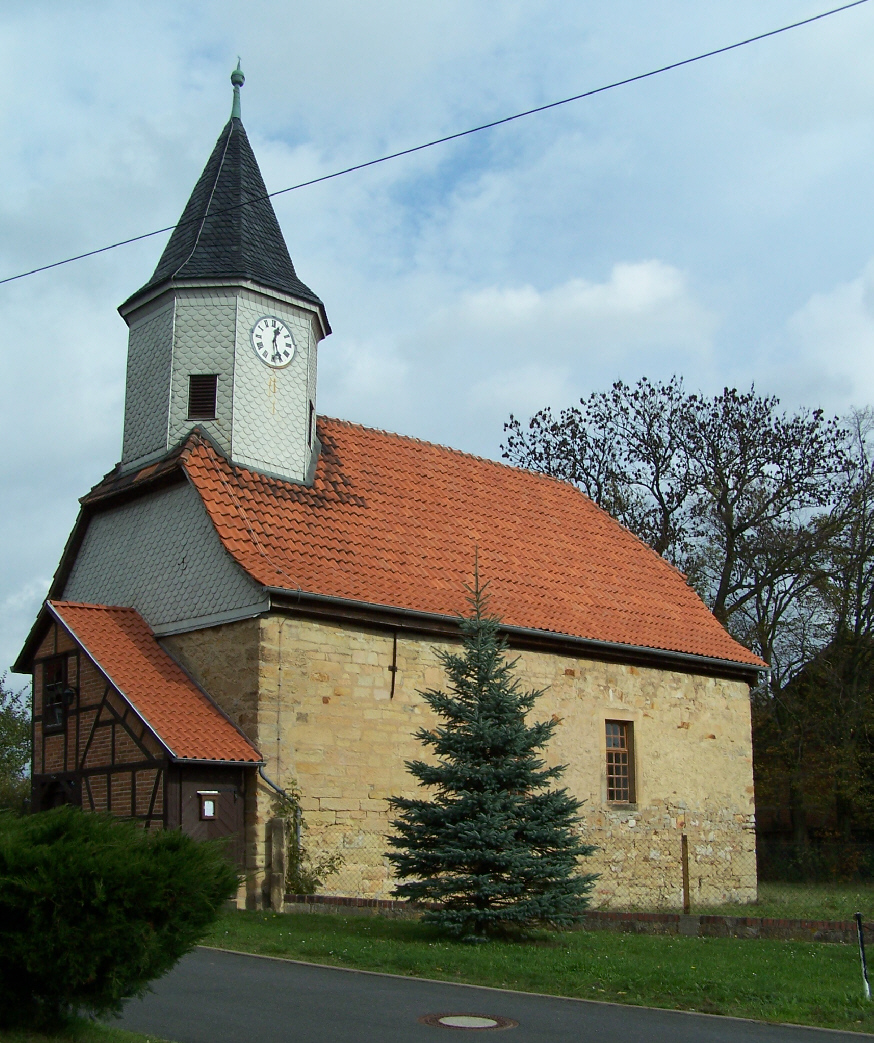
Die Kirche

Die evangelisch-lutherische Dorfkirche Ütteroda steht im Ortsteil Ütteroda der Gemeinde Krauthausen im Wartburgkreis in Thüringen.

## Geschichte
Die kleine Dorfkirche wurde um 1560 erbaut. Sie befindet sich seit der politischen Wende in Ostdeutschland durch den Fleiß des damaligen Pfarrers und der Menschen des Dorfes in einem guten Zustand. Zwei neue Glocken läuten nunmehr automatisch zu den Gottesdiensten und anderen Anlässen der Gemeinde. Ein modernes funkgesteuertes Uhrwerk ist für den Zeitpunkt der Zeit zuständig.